# Miner Wars 2081
Miner Wars 2081 est un jeu vidéo de tir à la première personne développé et édité par Keen Software House, sorti en 2012 sur Windows.

## Accueil
- Canard PC : 5/10[1]